# Rabak
Rabak est une ville du Soudan, et le chef-lieu de l'état du Nil Blanc. 

## Géographie
La ville se trouve à une altitude de 362 m au dessus du niveau de la mer. Elle est située à 260 km au sud de Khartoum, la capitale soudanaise, et à 340 km de la frontière éthiopienne.

## Démographie
En 2007, la ville a une population estimée à environ 150 000 habitants. 